# Région des Plateaux
La région des plateaux est une région du Togo. Sa capitale est Atakpamé. Lors du 5e recensement générale de la population et de l'habitat (RGPH 5) en novembre 2022, la région des plateaux comptent 1.635.946 d'habitants.
Situé à environ 140 km de Lomé

## Climat
La région est caractérisée par son climat doux et par sa végétation luxuriante.

## Géographie

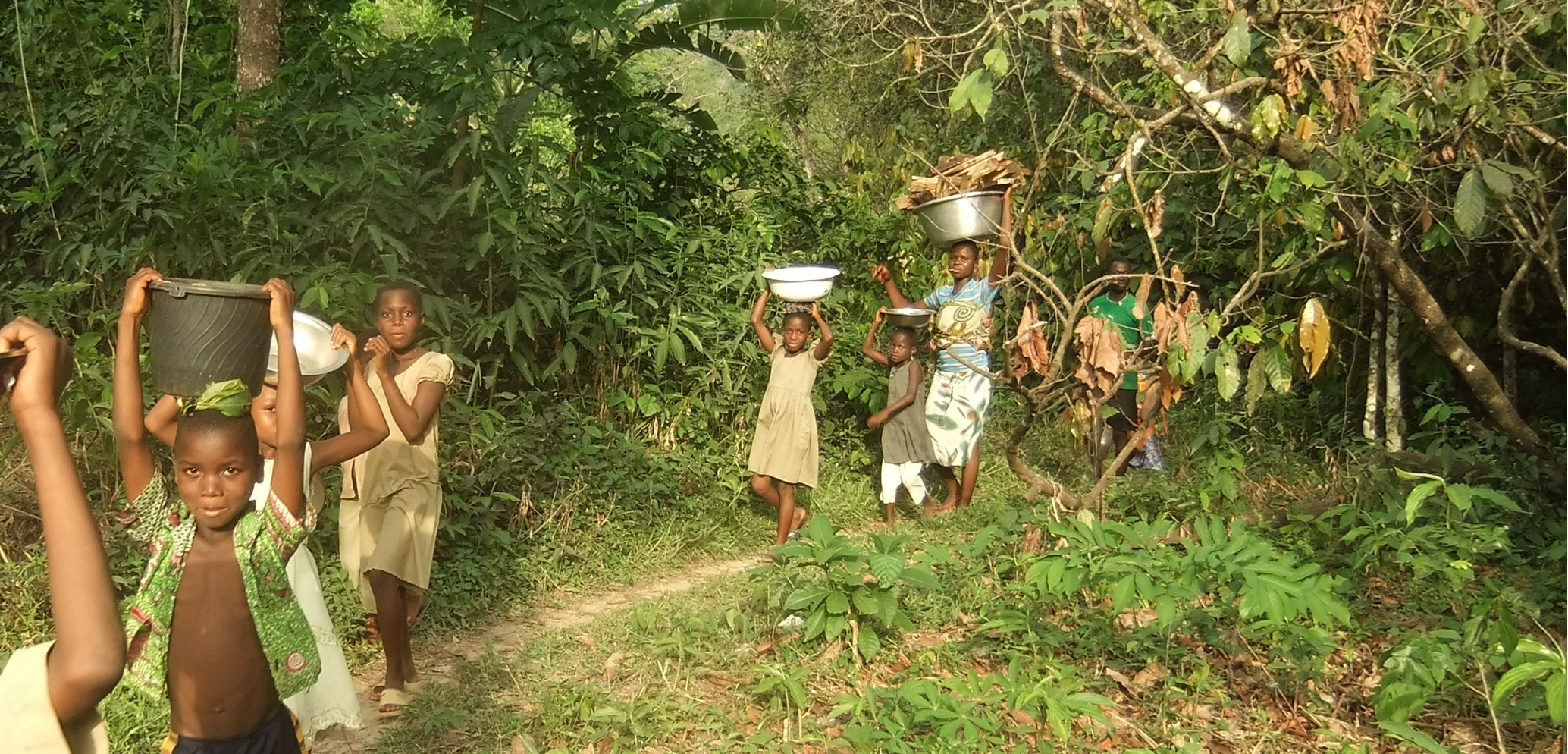
Forêt luxuriante des Deux Bena.

Dans le Sud-Ouest se trouve une région montagneuse où subsistent encore de belles forêts, véritables musées végétaux, malgré l'extension des plantations de café et de cacao.
Il s'y trouve le massif d'Avatimé, près du plus haut sommet du Togo, le Mont Agou, qui culmine à 986 m d'altitude.

## Tourisme
Le centre artisanal, le marché aux fruits tropicaux de Kpalimé et les nombreuses balades de découverte de la faune et de la flore font de cette région une des plus touristiques du pays.

## Subdivisions administratives
- Agou (Préfecture d'Agou) capitale : Agou-Gadjepe
- Akébou (Préfecture d'Akébou) capitale : Kougnohou
- Amou (Préfecture d'Amou) capitale : Amlamé
- Anié (Préfecture d'Anié) capitale : Anié
- Danyi (Préfecture de Danyi) capitale : Danyi-Apéyémé
- Est-Mono (Préfecture d'Est-Mono) capitale : Elavagnon
- Haho (Préfecture du Haho) capitale : Notsé
- Kloto (Préfecture du Kloto) capitale : Kpalimé
- Kpélé (Préfecture de Kpélé) capitale : Kpélé
- Moyen-Mono (Préfecture du Moyen Mono) capitale : Tohoun
- Ogou (Préfecture d'Ogou) capitale : Atakpamé (capitale régionale)
- Wawa (Préfecture de Wawa) capitale : Badou

## Principales villes

### Kpalimé
Kpalimé est une des villes les plus importantes de la région qui se situe à environ 120 kilomètres de Lomé, la capitale, et se trouve au centre de la région du café et du cacao.
La zone qui entoure la ville est luxuriante et fertile, encerclée par des collines aux bois épais, des vallées profondes et des petits villages paysans.
Le paysage reste toujours vert même pendant la saison sèche. Le sol de la région de Kpalimé est naturellement riche et, comme les Allemands l'ont découvert il y a plus de 90 ans, les vallées abritées de Kpalimé et le climat humide et chaud sont parfaits pour cultiver le café et le cacao.
Malgré le développement agricole intense, la région de Kpalimé conserve toujours quelques-unes des plus jolies forêts du Togo, où foisonnent les acajous, les wawas et les irokos.

### Kloto
Le centre artisanal de Kloto, qui a été fondé en 1967 près de Kpalimé, a un double rôle. C'est le centre de production d'une grande variété d'articles artisanaux : sculptures sur bois, poteries, batiks et macramés; c'est également une école où de jeunes apprentis peuvent acquérir les connaissances de leurs professeurs.
La variété et la qualité des sculptures sont étonnantes, on y trouve des statues, des coffrets, des fauteuils et des animaux sculptés (éléphants, gazelles,...).
La poterie est une autre spécialité de ce centre. Des batiks teints à la main, fabriqués grâce au procédé de la cire, font aussi partie des articles que l'on peut y trouver.
Les femmes tissent des textiles aux couleurs vives qui représentent des motifs africains traditionnels de la vie dans le village et de l'histoire togolaise.

### Badou
À une courte distance de Kpalimé, la petite ville de Badou se niche dans une vallée verte et féconde entourée de collines boisées et de plantations de café à flancs de coteaux.

#### Les chutes d'Aklowa
Près de Badou est un point touristique important, avec une cascade de près de 100 mètres. L'eau se précipite de la falaise de granite vers la forêt.

### Atakpamé
La ville prospère d'Atakpamé se trouve sur une colline et complète le « triangle du café-cacao » formé par Kpalimé, Badou et Atakpamé.
Autrefois, Atakpamé était un refuge montagneux. Plus tard, au cours de la colonisation allemande, la ville devint un centre agricole et administratif.
Au début du XXIe siècle, Atakpamé reste un centre agricole majeur. Ce fut également un centre de production ; on y trouvait une usine textile importante, la TOGOTEX, qui fut fermée en 2000. La ville est construite en haut d'une colline qui surplombe la plaine avoisinante. Le climat y est frais et agréable.
Le marché central est situé autour de la place principale de la ville. La nuit tombée, la place devient plus animée et les acheteurs comme les visiteurs marchent au pas de la musique.
On peut de temps en temps assister à un spectacle de danse tchébé sur échasses. C'est une des danses les plus célèbres du Togo et une des spécialités de la région.

### Notsé
Notsé est la capitale du peuple Ewe.

### Autres villes
- Amou Oblo
- Ana
- Anié
- Gléi
- Haito
- Issati
- Lomba
- Médjé
- Morita
- Nuatia
- Toliun